# فرودگاه نین
فرودگاه نین (به انگلیسی: Nain Airport) یک فرودگاه همگانی با کد یاتا YDP است که یک باند فرود شن دارد و طول باند آن ۶۰۵ متر است. این فرودگاه در کشور کانادا قرار دارد و در ارتفاع ۷ متری از سطح دریا واقع شده‌است.

## شرکت‌های هواپیمایی و مقصدهای پروازی
| شرکت‌های هواپیمایی | مقصدهای پروازی                                                    |
| ----------------- | ----------------------------------------------------------------- |
| ایر لابرادور      | سی‌اف‌بی گوس بی، هپدال، مکوویک، ناتواشیش، پستویل، ریگولت            |
| پروونشل ایرلاینز  | سی‌اف‌بی گوس بی، هپدال، مکوویک، ناتواشیش، پستویل، ریگولت، وویسیز بی |